# 小倉陽太
小倉 陽太（おぐら ひなた、2001年5月3日 - ）は、神奈川県出身のプロサッカー選手。Jリーグ・横浜FC所属。ポジションはミッドフィルダー(MF)。

## 来歴
横浜FCアカデミー出身。
早稲田大学の2022年6月に横浜FCへの2024年加入が発表された。
2023年8月には横浜FCの特別指定選手として選手登録された。
2024年4月24日のJリーグYBCルヴァンカップ2回戦のファジアーノ岡山戦で公式戦初出場を果たした。

## 所属クラブ
- 茅ヶ崎小和田FC（茅ヶ崎市立緑が浜小学校）[2]
- 横浜FCジュニアユース（茅ヶ崎市立浜須賀中学校)[2]
- 横浜FCユース（神奈川県立舞岡高等学校)[2]
- 早稲田大学
  - 2023年8月 - 12月 横浜FC(特別指定選手)
- 2024年 -  横浜FC

## 個人成績
| 国内大会個人成績 | 国内大会個人成績 | 国内大会個人成績 | 国内大会個人成績 | 国内大会個人成績 | 国内大会個人成績 | 国内大会個人成績 | 国内大会個人成績 | 国内大会個人成績 | 国内大会個人成績 | 国内大会個人成績 | 国内大会個人成績 |
| 年度             | クラブ           | 背番号           | リーグ           | リーグ戦         | リーグ戦         | リーグ杯         | リーグ杯         | オープン杯       | オープン杯       | 期間通算         | 期間通算         |
| 年度             | クラブ           | 背番号           | リーグ           | 出場             | 得点             | 出場             | 得点             | 出場             | 得点             | 出場             | 得点             |
| 日本             | 日本             | 日本             | 日本             | リーグ戦         | リーグ戦         | リーグ杯         | リーグ杯         | 天皇杯           | 天皇杯           | 期間通算         | 期間通算         |
| ---------------- | ---------------- | ---------------- | ---------------- | ---------------- | ---------------- | ---------------- | ---------------- | ---------------- | ---------------- | ---------------- | ---------------- |
| 2024             | 横浜FC           | 34               | J2               | 12               | 0                | 2                | 2                | 2                | 0                | 16               | 2                |
| 2025             | 横浜FC           | 34               | J1               |                  |                  |                  |                  |                  |                  |                  |                  |
| 通算             | 日本             | 日本             | J1               |                  |                  |                  |                  |                  |                  |                  |                  |
| 通算             | 日本             | 日本             | J2               | 12               | 0                | 2                | 2                | 2                | 0                | 16               | 2                |
| 総通算           | 総通算           | 総通算           | 総通算           | 12               | 0                | 2                | 2                | 2                | 0                | 16               | 2                |

- 2023年は特別指定選手（出場無し）

出場歴
- Jリーグ初出場：2024年5月25日 J2第17節 ヴァンフォーレ甲府戦（JIT リサイクルインク スタジアム）

## 代表歴
- 2019年 - U-18日本代表[2]